# Emilia Lanier
Emilia Lanier (également orthographiée Aemilia (ou Amelia) Lanyer) (1569-1645), née Bassano, est une poétesse britannique du XVIe siècle. Elle est la première anglaise à s'affirmer comme une poétesse professionnelle par le biais de son seul et unique recueil de poèmes, Salve Deus Rex Judaeorum (1611).
Née Aemilia Bassano, Lanier est membre de la noblesse anglaise par son père, un musicien royal. Elle est en outre éduquée dans la maison de Susan Bertie, comtesse de Kent. À la mort de ses parents, elle devient la maîtresse d'Henry Carey, cousin d'Élisabeth Ire d'Angleterre. En 1592, elle tombe enceinte et pour le cacher, elle épouse son cousin germain, le musicien de cour Alfonso Lanier. Elle aura deux enfants, mais un seul survivra jusqu'à l'âge adulte.
Lanier a été oubliée pendant des siècles, mais des bourses d'études sur son travail ont permis de la redécouvrir. Elle est maintenant connue pour sa contribution à la littérature anglaise par sa remarquable édition de Salve Deus Rex Judaeorum.  Elle est également reconnue comme l'une des premières écrivaines féministes en Angleterre et considérée comme une potentielle Dark Lady (en) du mythe shakespearien.

## Biographie
La vie d'Emilia Lanier est bien documentée au travers de ses lettres, de sa poésie, de ses dossiers médicaux, de ses dossiers judiciaires, et par le biais de sources sur le contexte social de son époque. Les chercheurs ont utilisé des entrées dans le journal professionnel de l'astrologue Simon Forman (1552-1611), le premier recueil réalisé par un médecin anglais, qui y enregistre ses interactions avec Lanier. Lanier visite Forman à de nombreuses reprises en 1597 pour des lectures astrologiques, très courantes à cette période. Forman est sexuellement intéressée par elle, mais elle le repousse.

### Enfance

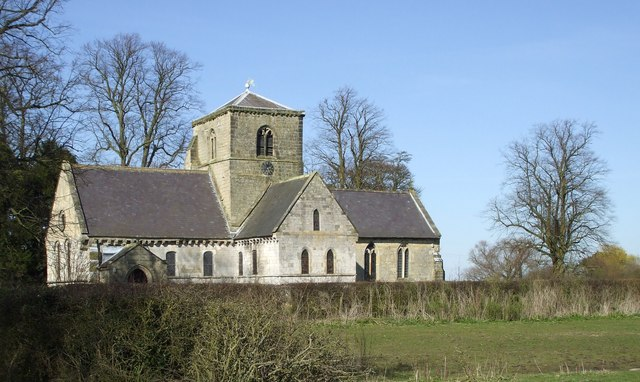
St. Botolph's, Bossall - geograph.org.uk - 1227276

Les registres de l'Église montrent que Lanier est baptisée le 27 janvier 1569, sous le nom de Aemilia Bassano à l'église de St. Botolph à Bishopsgate. Son père, Baptiste Bassano, est un musicien à la cour d’Élisabeth Ire, originaire de Venise. Sa mère, Margret Johnson (née vers 1545–1550), est peut-être la tante du compositeur Robert Johnson. Lanier a une sœur, Angela Bassano, mariée à Joseph Hollande en 1576. Lanier a aussi deux frères, Lewes et Phillip, morts avant d'avoir atteint l'âge adulte. Il est suggéré que la famille était juive ou en partie, bien que les sources soient contestées. Susanne Woods soutient que les preuves de l'héritage juif sont « circonstancielles mais cumulativement possibles ». Leeds Barroll dit que Lanier « était probablement juive », son baptême étant «en partie lié à l'assimilation des juifs dans l’Angleterre des Tudors ».
Baptiste Bassano meurt le 11 avril 1576, quand Emilia a sept ans. Avant son décès, Bassano dicte à sa femme qu'il laisse à la jeune Emilia une dot de 100 £, qu'elle touchera à ses vingt-et-un ans ou le jour de son mariage, selon ce qui arrivera en premier. Les dossiers de Forman indiquent que la fortune de Bassano pourrait avoir été en déclin juste avant sa mort.
Les registres de Forman indiquent également qu'après la mort de son père, Lanier est partie vivre avec Susan Bertie, comtesse de Kent. Certains chercheurs essayent de savoir si Lanier est embauchée comme bonne ou si elle est élevée par la comtesse, mais aucune preuve concluante ne tranche la question. C'est dans la résidence de Bertie que Lanier reçoit un enseignement humaniste et apprend le latin. Bertie apprécie et souligne l'importance pour les des jeunes filles de recevoir le même niveau d'éducation que les jeunes hommes. Cette décision impacte probablement Lanier et sa propre décision de publier ses écrits. Après avoir vécu avec Bertie, Lanier part vivre avec Margaret Clifford, comtesse de Cumberland, et la fille de Margaret, lady Anne Clifford. Les dédicaces de Lanier dans ces recueils semble confirmer ces informations.
La mère de Lanier meurt quand elle a dix-huit ans. Les registres de l'église montrent qu'elle est enterrée à Bishopsgate le 7 juillet 1587.

### À l'âge adulte
Peu de temps après la mort de sa mère, Lanier devient la maîtresse d'un courtisan des Tudor et cousin de la reine Élisabeth Ire, Henry Carey. Au moment de leur affaire, Lord Hunsdon est le Lord Chamberllan d'Élisabeth Ire et un mécène des arts et du théâtre. Carey a quarante-cinq ans de plus que Lanier, et les dossiers indiquent qu'il lui verse une pension de 40 £ par an. Ils indiquent aussi que Lanier semble avoir apprécié être la maîtresse de Carey. Une entrée du journal de Forman dit  « [Lanier] a été marié 4 ans / le vieux Lord Chamberlain l'a gardé longtemps Elle a vécu en grande pompe... elle a 40 £ par an & a la fortune qui lui a permis de se marier avec argent et bijoux ».
En 1592, alors qu'elle a vingt-trois ans, Lanier tombe enceinte de Carey. Carey lui offre une grosse somme d'argent. Lanier est alors mariée à son cousin germain, Alfonso Lanier. Il est un musicien de la Reine, et les registres de l'Église montrent qu'ils se sont mariés à l'église St. Botolph dans le quartier d'Aldgate à Londres, le 18 octobre 1592.
Les entrées du journal de Forman disent que son mariage fut malheureux. L'entrée rapporte également que Lanier était beaucoup plus heureuse en tant que maîtresse de Carey qu'en tant que fiancée d'Alonso. Il écrit :  «... et un noble qui l'aimait l'aurait bien gardée près de lui encore longtemps, mais son mari a des difficultés avec elle et consume tous ses biens et elle est une nouvelle... endettée ». D'autres entrées du journal de Forman déclare que Lanier lui aurait bien avoir fait plusieurs fausses couches. Elle donne naissance à un fils, Henry, en 1593 (probablement nommé d'après son père, Henry Carey) et à une fille, Odillya, en 1598. Odillya meurt à l'âge de dix mois et est enterrée à l'église Saint-Botolph de Bishopsgate.
En 1611, Lanier publie un recueil de poésie, Salve Deus Rex Judaeorum. Lanier a quarante-deux ans à l'époque, et elle est la première femme en Angleterre à se déclarer poétesse. Les gens qui ont lu sa poésie la considère comme très radicale, et de nombreux spécialistes aujourd'hui, reporte son style et ses arguments comme du « proto-féminisme ».

### Dernières années
Alfonso et Emilia restent mariés jusqu'à la mort de celui-ci en 1613. Après la mort d'Alfonso, Lanier gagne de l'argent en devenant directrice d'école. Elle loue une maison à Edward Smith pour y loger ses élèves, mais, en raison de différends sur le prix de la location, elle est arrêtée à deux reprises entre 1617 et 1619. Parce que les parents ne sont pas prêts à envoyer leurs enfants à une femme ayant été arrêtée, les rêves de prospérité de son école sont détruits.
Le fils de Lanier finit par se marier avec Joyce Mansfield en 1623 ; ils ont deux enfants, Marie (1627) et Henry (1630). Henry senior meurt en octobre 1633. Plus tard, les documents de justice indique que Lanier a sûrement pris soin financièrement de ses petits-enfants après la mort de leur père.
Peu de choses sont connues à propos de la vie de Lanier entre 1619 et 1635. Les documents officiels montrent qu'elle engage des poursuites à l'encontre du frère de son mari, Clément, pour de l'argent qui lui est dû provenant des profits des brevets de son mari. La cour statue en faveur de Lanier, obligeant Clément à lui payer 20 £. Clément ne pouvant pas payer immédiatement, Lanier porte de nouveau l'affaire en justice en 1636 et 1638. Il n'y aucun papier prouvant que Lanier ait jamais été payée en totalité mais, au moment de sa mort, elle est décrite comme une retraitée avec un revenu régulier ou un régime de retraite.
Lanier meurt à l'âge de 76 ans et est enterrée à Clerkenwell le 3 avril 1645.

## Poésie

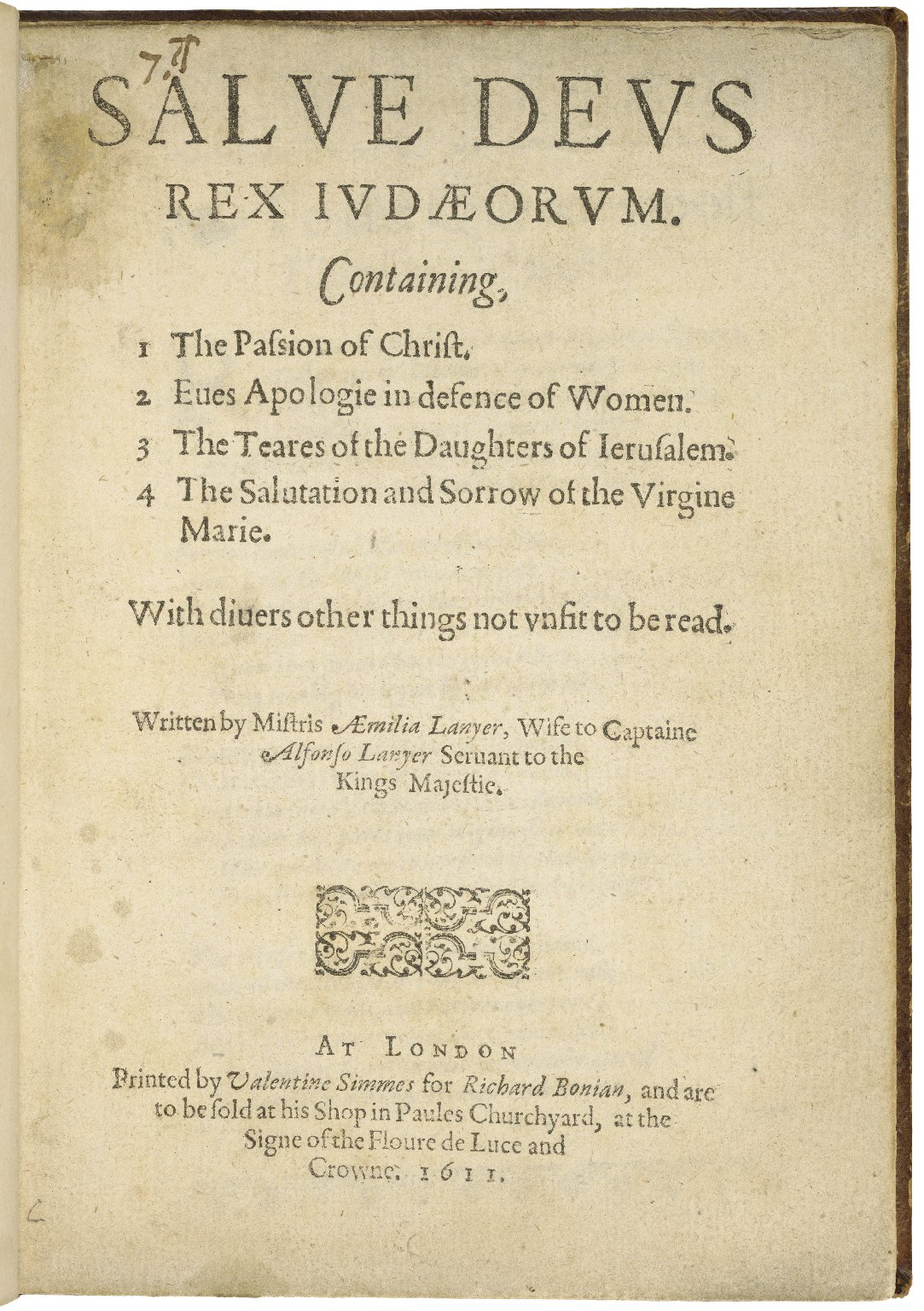
La page de titre du recueil de poésie de Lanier, Salve Deux Rex Judaeorum.

À l'âge de quarante-deux ans en 1611, Lanier publie un recueil de poésie Salve Deus Rex Judaeorum (Salut à toi Dieu, Roi des Juifs). Au moment de sa publication, il est extrêmement rare qu'une femme anglaise publie des ouvrages, surtout dans l'idée d'en vivre. Lanier n'est que la quatrième femme britannique à publier de la poésie. Les trois autres étaient la poétesse anglaise Isabella Whitney qui écrit une brochure de 38 pages avec ses deux correspondantes, Anne Dowriche, qui était cornouaillaise, et Elizabeth Melville, qui était écossaise. Par conséquent, le livre de Lanier est le premier livre réel et original de poésie écrit par une Anglaise, dans l’espoir d'attirer un client. Elle est également potentiellement la première féministe à avoir publié un ouvrage en Angleterre parce que toutes les dédicaces sont pour des femmes, et son "Salve Deus Rex Judaeorum" (un poème au sujet de la crucifixion du Christ) est écrit de la perspective d'une femme.

### Influences
L'analyse des sources montre que Lanier s'appuie sur des livres qu'elle mentionne avoir lus, comme Edmund Spenser, Ovide, Pétrarque, Chaucer, Boccace, Agrippa, ainsi que des livres écrits par des féministes comme Veronica Franco et Christine de Pizan. Lanier utilise deux manuscrits inédits de Mary Sidney, comtesse de Pembroke, ainsi que la traduction publiée de sa pièce Antonius. Elle montre également une connaissance des pièces de théâtre par John Lyly, Samuel Daniel, du manuscrit inédit de Shakespeare, Antoine et Cléopâtre et du sens de l'allégorie dans la scène de Pyrame et Thisbé de Le Songe d'une nuit d'été qui n'ont été redécouvertes en 2014. Le travail de Samuel Daniel donne forme à son Masque, une forme théâtrale qui est identifié dans sa lettre à Mary Sidney et qui ressemble au masque dans La Tempête.

### Poèmes
Le titre du poème, Salve Deus Rex Judæorum, est préfacé par dix poèmes plus courts dédiés aux femmes de l'aristocratie, à commencer par la Reine. Il y a aussi une préface en prose adressée au lecteur, comprenant une apologie des « femmes vertueuses » contre l'industrie du sexe. Le titre du poème, un long travail narratif de plus de 200 strophes, raconte l'histoire de la passion du Christ de façon satirique et presque entièrement du point de vue des femmes qui l'entourent. Le titre vient d'une version satirique de la parole soi-disant adressée à Jésus sur la croix. La nature satirique du poème est d'abord identifié par Boyd Berry. Bien que les sujets de la vertu et de la religion soient jugés comme des thèmes convenables pour les femmes écrivaines, le titre du poème de Lanier est considéré par certains chercheurs modernes comme une parodie de la crucifixion. Lanier utilise l'imagerie du grotesque de l'époque élisabéthaine, comme le fait Shakespeare dans certaines de ses pièces. Les points de vue exprimés dans le poème sont interprétés comme « indépendants de la tradition de l'Église » et totalement hérétiques, bien que d'autres chercheurs comme A. L. Rowse y voient la sincère conversion authentique et le dévouement passionné de Lanier pour le Christ et sa mère. Des comparaisons sont faites entre le poème de Lanier et les satires religieuses que les chercheurs ont étudiées dans les œuvres de Shakespeare, y compris dans le poème The Phoenix and the Turtle et dans de nombreuses pièces de théâtre.

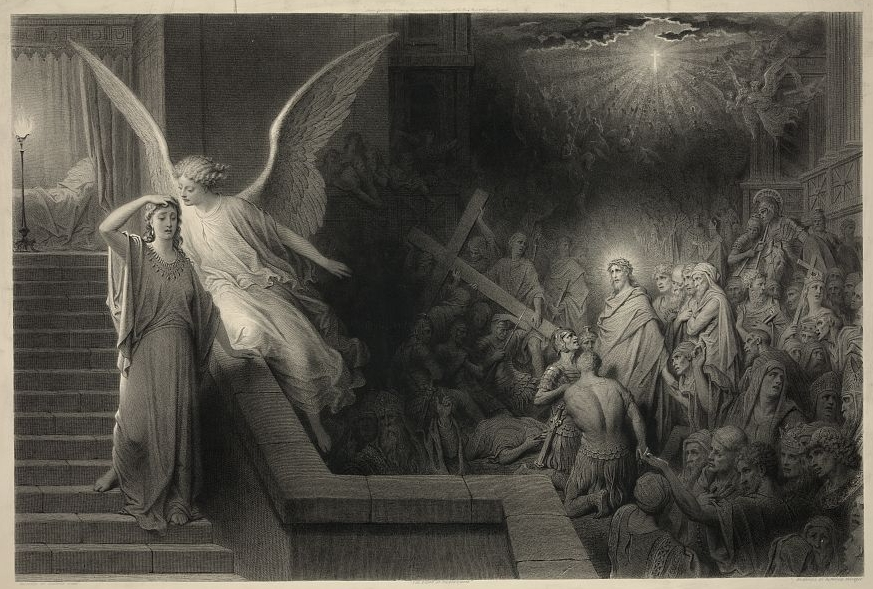
"Le Rêve de la femme de Pilate", gravure d'Alphonse François (1814-1888) après Gustave Doré.

Dans Salve Deus, Lanier attire également l'attention sur la femme de Pilate, Caludia Procula, un personnage mineur de la Bible, qui tente d'intervenir et de prévenir l'injuste procès et la crucifixion du Christ. Elle note aussi que les apôtres hommes abandonnent et même renient le Christ lors de sa crucifixion. Lanier reprend les aspects antisémites de l'Évangile, y compris les attitudes hostiles à l'égard des Juifs pour ne pas avoir empêché la crucifixion ; ces points de vue sont la norme pour son époque.
Le livre de Lanier se termine avec la « Description of Cookham », la commémoration de Margaret Russell et de sa fille, Lady Anne Clifford. C'est le premier poème sur la maison de campagne publié en anglais (Le plus célèbre To Penshurst par de Ben Jonson a été écrit plus tôt, mais n'est publié qu'en 1616). L'inspiration de Lanier lui est venu de son séjour à Cookham Dean, où Margaret Clifford a vécu avec sa fille, lady Anne Clifford, dont Lanier fut la tutrice et compagne. Le ménage des Clifford possède une bibliothèque remarquable, dont certains peuvent être identifiés dans la peinture de The Great Picture, attribué à Jan van Belcamp. Helen Wilcox affirme que le poème est une allégorie de l'expulsion de l'Éden.

### Thèmes féministes
Salve Deus Rex Judaeorum est considérée par de nombreux critiques d'être l'un des premiers ouvrages féministes de la littérature britannique. Barbara Kiefer Lewalski dans son article, « Writing Women and Reading the Renaissance », voit Lanier comme une « défenseuse des femmes ». Lewalski prétend qu'avec les premiers poèmes de sa collection, comme les dédicaces à des femmes, Lanier est à l'origine de l'idée d'une généalogie féminine. La généalogie suit l'idée que, « la vertu et l'apprentissage descend de mères en filles ».
Marie H. Loughlin reprend l'argument de Lewalski dans « Fast ti'd unto Them in a Golden Chaine' : Typology, Apocalypse, and Woman's Genealogy in Aemilia Lanier's Salve Deus Rex Judaeorum » en notant que la généalogie des femmes a commencé avec Ève. Loughlin prétend que Lanier promeut l'importance de la connaissance des mondes spirituels et matériels en relation avec les femmes. Lanier semble considérer que les femmes doivent se concentrer sur le monde matériel et leur importance dedans comme un complément à leur vie dans le monde spirituel plutôt que de se concentrer uniquement sur le spirituel.

## Théorie sur la Dark Lady

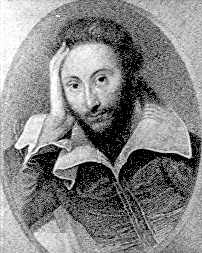
Portrait de Shakespeare (reproduction) v. 1800. Attribué à Federico Zuccari

### Les Sonnets
Certains ont spéculé que Lanier, considérée comme une femme saisissante, était la Dark Lady de Shakespeare. Cette identification est proposée pour la première fois par A. L. Rowse et a été reprise par plusieurs auteurs depuis. La spéculation sur la Dark Lady prend de l'importance avec David Lasocki et Roger Prior dans leur livre de 1995, The Bassanos: Venetian Musicians and Instrument makers in England 1531–1665 et par Stephanie Hopkins Hughes. Bien que la couleur des cheveux de Lanier ne soit pas connu, il existe des documents de ses cousins parlant de ses cheveux comme étant « noir », un terme commun à l'époque pour les brunes ou les personnes avec des origines méditerranéennes. Puisqu'elle vient d'une famille de musiciens de la Cour, elle s'adapte à l'image d'une femme jouant du virginal dans le Sonnet 128. Shakespeare prétend que la femme « fait de faux serments » au Sonnet 152, qui est comparé aux relations de Lanier avec le mécène de Shakespeare, Lord Hunsdon. La théorie selon laquelle Lanier est la Dark Lady est mise en doute par d'autres chercheuses comme Susanne Woods (1999). Barbara Lewalski note que la théorie de Rowse selon laquelle Lanier fut la Dark Lady de Shakespeare a détourné l'attention de ses travaux en tant que poétesse. Cependant, Martin Green fait valoir que, bien que l'argument de Rowse n'est pas fondé, il est exact que Lanier est mentionnée dans les Sonnets. John Hudson fait valoir que Lanier est l'autrice de certaines ou de toutes les œuvres de Shakespeare, et ses références à la Dark Lady doivent être interprétées comme auto-référentielles ou autobiographiques.
En dehors de la recherche scientifique, des dramaturges, des musiciens et des poètes ont également exprimé leur point de vue. L'historien du théâtre et dramaturge, Professeur Andrew B. Harris a écrit une pièce de théâtre The Lady Revealed qui relate l'identification par Rowse de Lanier comme la Dark Lady. Après des lectures à Londres et au Palyer's Club, il reçoit une lecture scénique au New Dramatists à New York, le 16 mars 2015. En 2005, le chef d'orchestre anglais Peter Bassano, un descendant d'Emilia, suggère qu'elle a fourni quelques-uns des textes du recueil Songs of Sundrie Natures de William Byrd en 1589, dédié à Lord Hunsdon. Il a en outre suggéré que l'une des chansons, le cadre de la traduction d'un sonnet italien : Of Gold all Burnisht  peut avoir été utilisé par Shakespeare comme modèle pour son parodique Sonnet 130 : My mistress' eyes are nothing like the sun. Le poète irlandais Niall McDevitt croit que Lanier est la Dark Lady, en disant : « Elle refusa ses avances à un moment de l'histoire et il n'a jamais pu la récupérer... C'est une véritable histoire d'amour à sens unique. ».
Tony Haygarth fait valoir qu'un portrait en miniature par Nicholas Hilliard en 1593, représente Lanier.

### Pièces de théâtre
John Hudson souligne que les noms d'Emilia dans Othello et Bassanio dans Le Marchand de Venise coïncide à chaque fois avec la mention d'un cygne mourant en musique, qu'il revendique comme l'image ovidienne d'un grand poète. Hudson affirme que le « chant du cygne » est peut-être un artifice littéraire, utilisé dans certains classiques pour masquer le nom de l'auteur d'une œuvre littéraire. Cependant, l'idée qu'un cygne mourant chante un mélodieux « chant du cygne » est proverbiale, et son application à un personnage n'a pas besoin de prouver que le personnage présenté est un poète. Par conséquent, les preuves ne sont pas concluantes, et c'est peut-être qu'une coïncidence.
Par ailleurs, Prior soutient que la pièce Othello fait référence à un emplacement dans la ville de Bassano, et que son titre peut se référer au Jésuite Girolamo Otello de la ville de Bassano. Le personnage d'Emilia a les premières lignes féministes d'une pièce de théâtre anglaise et peut donc être vue comme une allégorie contemporaine d'Emilia Lanier elle-même, tandis que les musiciens des pièces de théâtre, Prior le soutient, sont les allégories des membres de sa famille. Pour ces raisons et d'autres, il est soutenu par Prior et d'autres chercheurs que Lanier est la co-autrice de ces pièces, en particulier le Premier Folio d'Othello en 1623 qui contient 163 lignes non présentes dans la Quarto de 1622.
En outre, Hudson croit qu'une autre « signature » existe dans Titus Andronicus, lorsqu'un Aemilius et un Bassianus tiennent chacun une couronne. Chacun reflète la position de l'autre au début et à la fin de la pièce tant que marqueurs rhétoriques indiquant que les deux noms sont une paire:163, 230. Pour de telles raisons, il est spéculé qu'Emilia Bassano Lanier est l'une des douze principaux candidats à la paternité des pièces de théâtre et des poèmes attribuées à William Shakespeare.